# Сфинкс AT-2000
Sphinx AT-2000 — швейцарский самозарядный пистолет.

## История
Прототип пистолета, AT-88, был создан компанией ITM на базе конструкции пистолета AT-84 (лицензионной копии чехословацкого CZ 75).
В 1996 году пистолет «Сфинкс AT-2000» прошёл сертификацию на соответствие требованиям «Swiss Ordnance Weapon», но в дальнейшем положение компании осложнилось, в 1997 году в ней сменились собственники и руководство, что привело к задержке освоения производства пистолетов. Оружие отличается высоким качеством изготовления, отделки и достаточно высокой стоимостью.
В 2007 году стало известно о намерении освоить выпуск пистолетов этой модели в России. В 2008 году подмосковное предприятие «Триол» начало малосерийную сборку пистолетов «Сфинкс» под патрон 9×19 мм из швейцарских комплектующих для спортивных организаций. Пистолеты выпускаются по лицензии и поступают в продажу под торговой маркой GM.

## Описание
Автоматика пистолета работает по принципу использования отдачи при коротком ходе ствола, механизм запирания ствола по схеме Дж. М. Браунинга. Предохранитель автоматический. Ударно-спусковой механизм двойного действия. Пистолет выпускается в вариантах под патроны 9 × 19 мм Парабеллум, 9×21 мм IMI и .40 Смит-Вессон.

## Варианты и модификации
- Sphinx AT-2000 — первая модель, производство прекращено 1 января 2005 года[1]
- АТ2000Н — компактная модель
- AT 2000P — полицейская модель с укороченным до 93 мм стволом и уменьшенной емкостью магазина[5]
- AT 2000PS (для полиции, магазин на 16 патронов).[4]
- AT-2000S
- AT 2000SDA/PDA/HAD (с УСМ двойного действия и предохранителем фирмы «Сфинкс»)